# Iulops amalopa
Iulops amalopa là một loài bướm đêm trong họ Geometridae.